# منعطف النهر (مدونة)
منعطف النهر (بالإنجليزية: Riverbend)‏ هو اسم مستعار لمدونة «حرق بغداد»، التي تم إطلاقها في 17 آب 2003. يبقى وجود وهوية منعطف النهر لغزاً، لكن المدونة بكاملها تشير إلى أنها امرأة عراقية شابة من عائلة شيعية وسنية مختلطة، تعيش مع والديها وشقيقها في بغداد قبل احتلال العراق، كانت مبرمجة كومبيوتر.

## المدونة
تكتب بلغة إنكليزية اصطلاحية مع، كما يلاحظ جيمس ريدجواي في مقدمة طبعة الصحافة النسوية (The Feminist Press)، «التصرف الأمريكي الطفيف». قد أدى ذلك إلى بعض الجدل حول هويتها، حيث يزعم البعض أنها أمريكية استخدمت أسم مستعار للتعبير عن أفكارها حول تدخل الولايات المتحدة في العراق. ازدادت هذه المخاوف عندما حاول أحد المدونين تقليد المدونة الشابة عن طريق إنشاء مدونة واستخدام أسم منعطف النهر لأرباك أولئك الذين يتابعون المدونة الأصلية. تحدثت منعطف النهر عن هذا المدون وصححت الرواية في مدونتها في يوم الأربعاء، 29 تشرين الأول 2003.
تجمع مدونة منعطف النهر بين التصريحات السياسة مع كمية كبيرة من معلومات الثقافة العراقية، مثل الأحتفال الرمضاني وأمثلة المطبخ العراقي. في آذار، 2006، تلقى موقعها على الأنترنيت جائزة المدونة لأفضل مدونة في الشرق الأوسط وأفريقيا.
في 26 نيسان 2007، أعلنت منعطف النهر أنها وأسرتها ستغادر العراق، بسبب انعدام الأمن في بغداد والعنف المستمر هناك. في 6 أيلول 2007، ذكرت أنها وصلت بأمان إلى سوريا.
آخر دخول «منتظم» لها كان في 22 تشرين الأول 2007، بعد خروج مرهق من سوريا والعودة إليها ليتم ختم جواز سفرها «كزائر مؤقت».
في 9 نيسان 2013، قامت بتحديث مدونتها بمشاركة "عشر سنوات على"، حيث قالت أنها قد انتقلت من سوريا "قبل القتال العنيف، قبل أن تصبح بشعة" واعتبرت نفسها محظوظة. لقد كانت سنة في بلد آخر وإنتقلت مرة آخرى إلى دولة عربية ثالثة "على أمل أن هذه المرة سوف تستمر حتى... حتى متى؟ حتى المتشائمون غير متأكدين إلى ألان. متى تتحسن الأشياء؟ متى تكون قادرة على العيش بشكل طبيعي؟ وتسائلت عن تأملات حول ما تعلمه العراقيون في السنوات العشرة التي اعقبت سقوط بغداد. لم تكن هناك أي مقالات أخرى في مدونتها.

## النشر
تم تجميع مقالات منعطف النهر أولا ونشرها بأسم حرق بغداد، (ردمك 978-1-55861-489-5) (مع مقدمة كتبها الصحفي الأستقصائي جيمس ريدجواي) وبغداد تحترق 2، (ردمك 978-1-55861-529-8)، (أيضا مع مقدمة من جيمس ريدجواي وجان كلاسيلا). وقد تم ترجمتها ونشرها في العديد من البلدان واللغات. في عام 2005، حصل كتاب «حرق بغداد» على المركز الثالث لجائزة ليتر يوليسيس لفن ريبورتاج، وفي عام 2006 تم ترشيحها لجائزة صموئيل جونسون.
صنعت حرق بغداد أيضا في العديد من المسريحات الدرامية، أنتج أكثرها في مدينة نيويورك. بثت إذاعة BBC4 خمس حلقات دراما من مدونتها «حرق بغداد»، في مسلسل «ساعة المرأة» في كل يوم من 18 كانون الأول 2006 حتى 22 كانون الأول 2006.

## روابط خارجية
- رابط المدونة
- Baghdad Burning, The Feminist Press at CUNY, 2005
- Baghdad Burning II, The Feminist Press at CUNY, 2006